# Christian Neumann
Christian Neumann (* 23. Dezember 1935; † 13. März 2018) war ein deutscher Kommunalpolitiker der  CDU.
Der Bauingenieur wirkte seit den 1970er Jahren als Gemeinderat seines Heimatortes Hörnitz. Nach der Berufung des bisherigen Landrates des sächsischen Landkreises Zittau Heinz Eggert zum Sächsischen Staatsminister des Innern wurde der Kreisrat Neumann am 13. November 1991 zu dessen Nachfolger gewählt. Neumann hatte das Amt des Landrates bis zur Auflösung des Landkreises am 31. Juli 1994 inne.
Bei der Aufstellung des CDU-Kandidaten für die Wahl des Landrates im neu gebildeten Landkreis Löbau-Zittau konnte sich Neumann nicht gegen seinen ehemaligen Löbauer Amtskollegen Volker Stange durchsetzen.
Neumann war Mitglied des Rassegeflügel- und Rassekaninchenzüchtervereins Hörnitz und Umgebung e.V. und der Privilegierten Schützengesellschaft Zittau 1584.